# کی ترمبلی
کِی تِرِمبلی (انگلیسی: Kay Tremblay؛ زادهٔ ۱۳ مارس ۱۹۱۴ - درگذشت ۹ اوت ۲۰۰۵) با نام اصلی کاترین مک‌آلیستِر بازیگر اهل کانادا بود که مابین سال‌های ۱۹۶۴ تا ۲۰۰۱ فعالیت می‌کرد. ترمبلی به‌دلیل بازی در نقش «عمه الیزا» در سریال قصه‌های جزیره برنده جایزه جمینای شد.

## گزیدۀ نقش‌آفرینی‌ها

### سینما
- اوه! سگ بهشتی (۱۹۸۰)

### تلویزیون
- شکارچی حرفه‌ای (۲۰۰۰)
- کریسمس اونلی (۱۹۹۸)
- باد در پشت من (۱۹۹۷)
- آیا از تاریکی هراس دارید؟ ۰۱۹۹۶)
- مردان ایکس (۱۹۹۵–۱۹۹۳)
- قصه‌های جزیره (۱۹۹۶–۱۹۹۰)
- یاغی‌ها (۱۹۸۹)
- ققنوس و قالیچه (۱۹۷۷)